# Paseo de La Habana
El paseo de La Habana es una vía pública de la ciudad española de Madrid, situada en los barrios de El Viso, Hispanoamérica, Nueva España y Castilla, distrito de Chamartín.

## Descripción
La vía, que fue primero calle y luego ya paseo, discurre desde el paseo de la Castellana hasta la calle de Dolores Sánchez Carrascosa. Honra con el título a La Habana, capital de Cuba. Otro paseo de La Habana, hoy calle de Eloy Gonzalo, aparece descrito en Las calles de Madrid (1889) de Hilario Peñasco de la Puente y Carlos Cambronero con las siguientes palabras:

Habana. Comienza en la glorieta de Quevedo y termina en la de la Iglesia. Es de apertura moderna. Lleva este nombre por ser el de la capital de la Isla de Cuba. El hospital Homeopático fué construído hacia el año 1874 con el fin de acoger en él á los pobres que prefieran este tratamiento. El edificio se levantó, con arreglo á los planos del arquitecto D. José Segundo de Lema, á expensas de la Sociedad Hahnemanniana, sobre un solar comprado con el producto de una suscrición. Las buenas condiciones del Hospital, y la inteligencia de los médicos encargados de la asistencia, están produciendo, como hemos tenido ocasión de observar, excelentes resultados.
(Peñasco de la Puente y Cambronero, 1889, pp. 251-252)